# 謝國樑 (1872年)
謝國樑（1872年—1930年），字庭樹，湖南湘鄉縣人，第一次驅漢事件時曾任衛藏民軍總司令，指揮民軍進攻駐藏川軍。